# NGC 2326
NGC 2326 је спирална галаксија у сазвежђу Рис која се налази на NGC листи објеката дубоког неба.
Деклинација објекта је + 50° 40' 56" а ректасцензија 7h 8m 10,9s. Привидна величина (магнитуда) објекта NGC 2326 износи 13,2 а фотографска магнитуда 14,0. NGC 2326 је још познат и под ознакама UGC 3681, MCG 8-13-62, CGCG 234-60, IRAS 07043+5045, PGC 20218.